# Dieta mediàtica
El consum mediàtic o dieta mediàtica és el conjunt d'informació i mitjans de comunicació d'entreteniment que consumeix una persona o un grup de persones. Inclou activitats com la interacció amb els nous mitjans, la lectura de llibres i revistes, el visionat de televisió o cinema o el simple fet d'escoltar la ràdio. Un consumidor de mitjans de comunicació actiu ha de ser capaç d'usar escepticisme i judici per entendre i qüestionar-se la informació que rep.

## Història
Des que les paraules i les fotografies existeixen, els humans consumeixen diàriament continguts mediàtics. Amb la millora de la tecnologia i l'aparició de fenòmens com la impremta, el consum mediàtic ha incrementat. Tot i que l'any 1600 es va acabar de perfeccionar la cambra obscura i es van començar a crear les primeres imatges en moviment, no va ser fins a mitjan segle xix quan el desenvolupament de la fotografia va ser suficient per començar a reduir els costos del material. Cap a final de segle, ja eren milions de consumidors els que podien accedir fàcilment a fotografies fetes per professionals.
A la dècada del 1860, es van crear diversos mecanismes com el zoòtrop, el mutoscopi i el praxinoscopi que reproduïen dibuixos bidimensionals en moviment. Aquests dibuixos es projectaven en sales d'espectacles. Aquests mitjans de comunicació eren només un presagi dels mitjans de massa que havien d'aparèixer al cap d'uns anys.
Al voltant dels anys 1880, el desenvolupament de la càmera de cinema va permetre capturar imatges individuals i emmagatzemar-les en un únic rodet. Aquestes noves càmeres van canviar el rumb de la història, marcant l'inici de la indústria cinematogràfica americana i altres moviments internacionals com l'expressionisme alemany, el cinema rus i soviètic o les avantguardes del cinema. Per primer cop, a través del cinema es podien explicar i distribuir milers d'històries per tot el món.
Als anys vint la televisió començava a funcionar en alguns laboratoris, i a la dècada dels treinta ja arribava a centenars d'espectadors a tot el món. L'any 1941, la Columbia Broadcasting System (CBS) retransmetia cada dia dos curtes telenotícies de quinze minuts a una audiència minoritària a la seva estació televisiva de Nova York. Tanmateix, la indústria televisiva no va començar a tenir més èxit entre el públic fins a l'expansió econòmica que va tenir lloc després de la Segona Guerra Mundial. Amb el temps, la televisió va començar a retransmetre imatge en color, i es van crear diverses xarxes de transmissió.
Tot i que els primers ordinadors es van desenvolupar a mitjan segle XX no es van comercialitzar fins al 1960. Apple i altres empreses van començar a vendre ordinadors per aficionats durant la dècada dels 70 i finalment, l'any 1981, IBM va llençar al mercat el primer model dirigit a qualsevol tipus de consumidor.
El 6 d'agost del 1991 Internet i la World Wide Web (WWW), fins al moment només usats per informàtics, van esdevenir de domini públic. Era l'inici de l'Internet comercial.
L'any 1999, apareix Friends Reunited, la primera xarxa social oberta al públic. Des de llavors, s'han creat moltes altres xarxes socials com Myspace, Facebook, Instagram o Twitter El consum mediàtic global ha augmentat de manera considerable des de la introducció de les primeres imatges en moviment.

## Actors
Considerem dieta mediàtica la suma dels mitjans d'informació i els d'entreteniment que consumeix un individu o un grup. Els primers mitjans consistien purament en la comunicació oral. Quan s'establí el llenguatge escrit, els escrits es començaren a distribuir, però la comunicació massiva no va ser una opció fins a l'invenció de la impremta, quan els mitjans escrits van començar a ser realment rellevants. La seva tecnologia va permetre que llibres, diaris, i octavetes fossin impresos i distribuïts en massa.
El primer diari en paper fou publicat per Benjamin Harris a les colònies britàniques a Amèrica. La invenció del diari es considera una de les parts més rellevants de la història del la dieta mediàtica, pel fet que tothom hi podia accedir fàcilment.
Quan la tecnologia així ho va permetre, Harrison Dyar va inventar el primer telègraf, als Estats Units. El telègraf fou la primera peça d'equipament que permetia als usuaris enviar missatges a llargues distàncies amb la velocitat del corrent elèctric. Samuel Morse va desenvolupar una versió més moderna, i permetia imprimir codi sobre paper fent servir un interruptor especial juntament amb un auricular. El codi de comunicació fet servir als telègrafs s'anomena morse, en el seu honor.
Els inventors Elisha Grisos i Alexander Graham Bell van dissenyar independentment el telèfon. El telèfon era prou senzill perquè tothom en fes ús, i no requeria aprendre cap codi específic.
No va passar gaire temps entre la invenció del telèfon i la de la ràdio, que combinava la tecnologia d'aquest juntament amb la del telègraf per enviar missatges d'audio. Guillermo Marconi, a qui se li atribueix la invenció, en va enviar el primer l'any 1895.
L'any 1947, després d'un llarg període de desenvolupament, la televisió va esclatar com a mitjà. No se li atribueix la invenció a un persona en concret, però Marvin Middlemark va inventar les antenes (col·loquialment «orelles de conill») que permetien que les televisions fossin un producte comercial viable l'any 1930. La televisió ha estat el mitjà de comunicació més influent de bon tros, i ha permès distribuir notícies visuals.
L'any 1976, Apple va crear el primer ordinador personal comercial. Aquest marcaria l'inici de la comunicació escrita massiva en forma de correu electrònic o email.
El 1998, la primera xarxa social SixDegrees.com fou creada per Andrew Weinreich. Permetia als usuaris crear-s'hi un compte i fer-se amics d'altres, habilitar usuaris a descarregar un perfil i amics de marca amb altres usuaris.
 Una mica més tard, el 1999, Friends Reunited fou creat per Steve i Julie Pankhurst, juntament amb llur amic Jason Porter
Llocs com MySpace, creat per Tom Anderson van obtenir rellevància a principi del segle xxi. L'any 2006, Facebook, creat per Mark Zuckerberg i Twitter, creat per Jack Dorsey esdevenien disponibles a usuaris de tot el món. Ambdós segueixen éssent alguns dels llocs més populars a la xarxa.

## Creixement
Entre altres factors, l'accés a la tecnologia que fan servir els mitjans per a la seva distribució afecta la qualitat i la quantitat de la dieta mediàtica. Als Estats Units, per exermple, científics de la Universitat de Califòrnia a San Diego van calcular l'any 2009 que l'americà 'mitjà' consumia 34 gigabytes de mitjans de comunicació un dia. La quantitat de consum de mitjans entre individus augmenta a mesura que noves tecnologies són introduïdes. Segons phys.org, un estudi fet per un investigador al San Diego Supercomputer Centre a la Universitat de Califòrnia, diu que, al 2015, un consumidor necessitaria fins a quinze hores per gaudir de tots continguts que li són oferts en dispositius mòbils i equips domèstics.
Amb el creixement tant pronunciat de les xarxes socials, com Instagram, Facebook, i Twitter, la influència dels mitjans arriba a grups cada vegada més jove. Amb dispositius mòbils com els smartphones, les notícies, l'entreteniment, i les compres estan a l'abast de tothom, en qualsevol moment, a qualsevol lloc.

## Efectes positius
Hi ha nombrosos efectes positius en el consum de mitjans de comunicació. Els programes de televisió poden tenir efectes positius en nens i nenes durant el seu creixement. Programes com Barri Sèsam ensenyen lliçons importants en matèries com les matemàtiques o l'alfabet, així com valors com la generositat, la igualtat i la cooperació. Dora l'Exploradora introdueix l'idioma espanyol com a llengua estrangera a infants de països de parla anglesa, mitjançant capítols interactius i planers.
Els mitjans de comunicació de massa tenen un impacte en els adolescents d'avui en dia. Molts joves fan servir cada dia xarxes socials. Els mass media poden ser usats per socialitzar amb persones arreu del món i donar-los una comprensió bàsica de les normes socials.
Els mitjans també tenen un efecte positiu en la publicitat. Se sap que hi ha empreses de la indústria de l'alcohol que inverteixen un mínim del deu per cent del seu pressupost en avisos sobre els perills relacionats de beure i conduir. D'altra banda, hi ha estudis que mostren que el consum de llet va créixer sobtadament en persones de menys de quinze anys a causa d'anuncis impresos i emesos en mitjans audiovisuals.
El nombre de serveis i pàgines web educatives que l'internet ofereix és tan immens que la recerca ha esdevingut una tasca molt més fàcil que sigui antigament. Els mitjans de comunicació socials també han proporcionat molts beneficis per persones amb el temps, mentre ha estat avaluat com a pro-manera social d'interaccionar
 amb persones a tot el món.
El consum de mitjans de comunicació és vital per a tots els actors en el món de l'educació. Els alumnes i els professors de tots els cursos consulten mitjans de comunicació com a part del currículum a l'estat d'Ontario, al Canadà. Quan un estudiant aprèn a avaluar els mitjans amb ull crític, entén que no n'hi ha cap que sigui neutral. Els estudiants que consulten mitjans habitualment són capaços de qüestionar-los, fet que millora el seu coneixement i nivell de comprensió a l'hora d'informar-se. Sovint fan servir recursos com preguntar-se els motius de l'autor, el raonament darrere l'ús de certes imatges, la representació del contingut i el seu significat per a individus concrets, i els efectes en general de consultar mitjans de comunicació en l'àmbit social i personal. Els mitjans de comunicació acadèmics sovint són bones eines i fonts d'informació.

## Efectes negatius
El consum de mitjans de comunicació pot tenir efectes socials i emocionals negatius. Hi ha molts casos de violència en pel·lícules, televisió, videojocs i pàgines web que poden afectar la tolerància a la violència d'un individu, així com la seva sensibilitat a aquesta o fins i tot la tendència a reproduir-la. Com que els mitjans representen la violència intensament i constant, els espectadors perceben que viuen en món més violent del que realment és.
L'abast dels mitjans ha crescut de manera exponencial en les darreres dècades, i amb ell l'addicció a la televisió, batejada en anglès com la plug in drug (droga que s'endolla) l'any 1977. Segons Nielsen Holdings, un conglomerat de mitjans internacional, només als Estats Units hi ha al voltant de 116,4 milions de llars amb televisor.
La televisó pot tenir un impacte negatiu en els adolescents i provocar comportaments fora dels estàndards socials. En un article sobre violència als mitjans conclou que consumir continguts televisius de manera excessiva té una relació directa amb actes violents duts a terme per adolescents o adults joves. Els programes que presenten actes violents poden canviar la percepció d'un adolescent respecte la violència, fet que pot comportar que aquest desenvolupi conductes agressives. Aquests programes segueixen sovint narratives en que una persona comet un delicte o que recorre a la violència amb impunitat, el que dona la imatge que aquests actes passen desapercebuts a la societat i que un se'n pot sortir. Hi ha estudis que mostren que el 65% de les persones d'edats entre els 8 i els 18 anys als Estats Units tenen una televisió a la seva habitació. L'estudiant americà de secundària visualitzava, de mitjana, 14 hores de televisió cada setmana a l'any 2003, segons un altre estudi. Tot i que avui en dia el contingut no ha de ser necessàriament emès per un televisor per l'evolució d'altres eines, s'ha associat a l'ús abusiu de la televisió i els videojocs l'aparició de símptomes de caràcter psiquiàtric com la hiperactivitat, el dèficit d'atenció i problemes d'interacció amb l'entorn familiar.
Un altre dels problemes del consum abusiu de continguts televisius o de l'ús de les xarxes socials en adolescents és que durant els períodes que li dediquen no fan exercici. Aquest factor, sumat al fet que els espectadors es creen models a seguir en els actors i actrius té un efecte negatiu en l'autoestima i l'amor al cos, especialment en dones. Veure persones més primes i atractives que la mitjana en televisió, algunes arriben a desenvolupar trastorns alimentaris. Això funciona d'una manera similar a la imatge d'un món violent que en realitat no ho és tant a través de la banalització de la violència. D'altra banda, hi ha experts que consideren que el motiu que els índexs d'obesitat hagin crescut tant en els últims 20 anys té una relació directa amb l'increment en el consum de mitjans, perquè, des d'un primer moment, els infants agafen l'hàbit de passar més hores a l'ordinador o mirant la televisió que fent exercici. L'abús de les xarxes socials també és un factor de risc. Hi ha investigacions que suggereixen que les persones joves que dediquen més de dues hores al dia a consultar o interactuar a les xarxes socials tenen més possibilitats de mostrar problemes de salut mental.
Nombrosos estudis demostren que el consum de mitjans audiovisuals té un impacte significatiu en la qualitat de la son. Veure la televisió o jugar a videojocs de manera excessiva afecta la son dels infants i en deteriora el rendiment verbal i cognitiu.
Un altre problema desenvolupat arrel del elevat ús de les xarxes socials és que els usuaris es tornen menys independents. Els missatges instantanis, per exemple, creen una cultura de la gratificació immediata, fet que contribueix que quan no es rep una resposta en el moment de l'enviament o en els propers instants, l'usuari es pugui arribar a sentir ofès o dolgut. Les persones que fan ús de les xarxes socials desenvolupen tendència a necessitar l'aprovació de la resta. Un altre problema relacionat amb la independència és que els nens reben telèfons intel·ligents cada vegada més aviat, fet que suposa que no estiguin mai realment sols. Avui en dia, molts infants i joves no tenen el ritu de pas que suposa estar sols perquè sempre tenen l'oportunitat de trucar als seus pares o enviar-los un missatge si necessiten ajuda o tenen por.
Les minories sovint apareixen descrites amb connotacions negatives i no tenen la representació que possiblement els pertoca en els mitjans. Als Estats Units, per exemple, és habitual que es relacioni les persones negres com delinqüents, als hispànics com immigrants il·legals i als ciutadans de l'Orient Mitjà com terroristes. Hi ha estudis que demostren que consumir mitjans que descriuen minories de manera negativa pot afectar la visió que els receptors en tenen.

## Efectes en l'autoestima
Els mitjans de comunicació han tingut un paper molt important durant anys en la percepció del cos ideal. Les imatges d'aquests cossos "perfectes" poden tenir efectes molt negatius en l'autoestima dels usuaris, i tenen un rol important en el desenvolupament de trastorns alimentaris en tots els gèneres. La idea de la comparació del cos amb models es remunta a la Teoria de Comparació Social de Festinger (1954). L'autor argumenta que les persones fan comparacions de cos d'individus en les àrees en les que es poden sentir identificats. Si algú amb sobrepès viu en un entorn on s'afavoreix estar prim i on es dona molta importància a la salut i l'exercici (com ara a la platja o al gimnàs), és més possible que vegi estar prim com l'ideal, podent provocar insatisfacció amb el seu cos. Quan més es dona la comparació de cos, més possibilitats hi ha de patir de baixa autoestima i de tenir una imatge negativa del propi cos. Els mitjans promouen certs cànons de bellesa com el fet que les dones han de ser primes i els homes musculosos que, a més d'afectar-ne l'autoestima i la confiança, sovint deixa de banda o no té en compte les persones que per constitució o problemes de salut no hi poden arribar o les persones trans.

## Xarxes socials
La quantitat de temps dedicada a les xarxes socials pot dir molt sobre l'autoestima i la salut mental d'una persona. Hi ha estudis que mostren que les persones amb problemes d'autoestima poden tenir més facilitat per a expressar-se a les xarxes socials que al món real. Moltes persones fan servir mètriques com els agradaments o els seguidors que obtenen per mesurar la acceptació o rebuig de la societa en vers a ells. Un estudi de la revista Journal of Experimental Social Psychology, argumenta que individus que se senten acceptats socialment tenen una sensació d'autoestima més elevada que aquells que no se senten part del conjunt.

## Efecte en les actituds respecte els delictes i la justícia

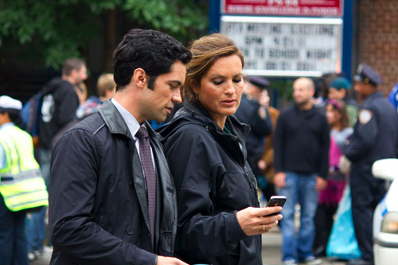
Llei i Ordre: els espectadors de la cadena que emet la sèrie tenen més por als crims.

El consum de mitjans audiovisuals afecta l'opinió pública del sistema judicial a través de la relació entre la por als crims, la percepció d'efectivitat de l'aplicació de la llei, i les actituds generals en vers al càstig per delinquir.
Un estudi fet per Dowler dins l'any 2003, va mostrar que els efectes del consum de mitjans de comunicació influeixen les actituds públiques en vers la justícia i els delictes. L'estudi va trobar que la relació entre els mitjans i la justícia depèn de les característiques del missatge i el receptor, en el fet que comunicar molts delictes a nivell local transmet una sensació d'inseguretat, mentre que no fer-ho té un efecte contrari. Els estudis de George Gerbner sobre l'impacte del consum de mitjans de comunicacions van dur-lo a concloure que els espectadors que segueixen sèries policíaques o que es basen en delictes tenen més por als crims que aquells que no ho fan.
Un estudi dirigit per Chermak, McGarrell, & Gruenewald centrat en la cobertura mediàtica de les males actuacions policials va demostrar que com més exposat estava un espectador a un cas concret, més possibilitats tenia de veure la culpa de l'agent. Aquest mateix estudi va mostrar que la ètnia dels implicats tenia efectes més pronunciats en la perspectiva de les persones després d'haver estat exposats als mitjans. D'altra banda, l'estudi va demostrar que el consum d'informatius no té un impacte significatiu en l'actitud general en vers a la policia, els serveis policials o la por a males praxis per part del cos.

## Dieta mediàtica a Catalunya
Mitjançant dades de l'Estudi General de Mitjans, elaborat per l'Associació per a la Investigació de Mitjans de Comunicació, podem fer-nos una idea de la dieta mediàtica a Catalunya i de la seva evolució en les últimes dècades. Segons aquest informe, tots els mitjans de comunicació a excepció de la ràdio i els mitjans digitals han perdut penetració al territori durant els últims 20 anys.
Com a dades rellevants, trobem que la televisió encapçala la quota d'audiència, tant en percentatge com en mitjana de minuts dedicats diàriament per persona, seguida per Internet i la ràdio, respectivament. En l'última dècada, la televisió més vista ha estat i segueix éssent TV3, mentre que la primera plaça a la ràdio se l'endú RAC1. La xarxa social que més es fa servir per a informar-se, segons l'Òmnibus de la Generalitat de Catalunya. Cal destacar que els mitjans en paper han perdut rellevància d'una manera molt significativa. L'EGM mostra que aquests han perdut un 45% dels lectors des del 2012, i la tendència no sembla que hagi de canviar aviat.

### Televisió
Com ja s'ha apuntat, la televisió és el mitjà més consultat al país. El seu lideratge, però, va a la baixa. En les dues últimes dècades, la televisió ha perdut al voltant de mitja hora de temps de visionat al dia, arribant a dades inferiors als 204 minuts.
La cadena amb més espectadors és TV3. Els seus informatius lideren el segment, duplicant l'audiència dels competidors. El programa d'entreteniment més vist és el Polònia, arribant a un 30,5% d'audiència (923.000 espectadors) el dia previ a la Declaració d'Independència. La retransmissió d'esports com el futbol i la Fórmula 1 (emesa al canal entre el 1997 i el 2015) ha aportat també grans xifres d'audiència: 912.000 persones van veure en directe el partit de futbol entre el Barça i el Paris Saint-Germain el 8 de març de 2017.
La televisió pública catalana, tot i ser líder, va experimentar un increment d'audiència sobtat del 40% arran dels fets de setembre i octubre de 2017. Els informatius de la cadena, en especial la seva edició de migdia, superen els de la competència de manera aclaparadora amb un quart del share. L'audiència dels informatius de La Sexta, que són els segons més vistos, frega el 16%.

### Ràdio
RAC1 és la ràdio més escoltada a Catalunya amb gairebé 900.000 oients cada dia.
'El món', de Jordi Basté, és el programa més escoltat. L'humor dels migdies també és líder, amb el prorgrama 'La competència', amb Òscar Andreu i Òscar Dalmau. La segona ràdio generalista més escoltada, que és Catalunya Ràdio, continua creixent i arriba fins als 632.000 oients diaris.
El matí de Catalunya Ràdio, de Mònica Terribas, L'estat de Gràcia, amb Roger de Gràcia i El Suplement han augmentat els seus oients significativament en els últims anys anys, i no deixa de ser remarcable el fet que la segona ràdio amb més audiència sigui un mitjà públic.
La suma de les audiències de RAC1 i Catalunya Ràdio situa el consum de ràdio en català en el milió i mig de persones. La tercera ràdio més escoltada a Catalunya és la SER.

### Mitjans en paper
La premsa en paper ha perdut molta audiència a Catalunya en els últims anys, i la tendència no sembla que vagi a afluixar. De mitjana, les principals capçaleres han perdut la meitat dels lectors des del 2012.
La Vanguardia és el primer en el rànquing de diaris més llegits amb més de mig milió de lectors, pràcticament un terç menys dels que tenia al 2012. La segueix El Periódico, que manté la segona posició amb al voltant de 400.000 lectors (ha perdut un -40% de lectors en el mateix període). Ja a molta distància, El Punt Avui tanca el podi amb una audiència diària amb unes 100.000 persones, un 45% menys que el 2012. La llista de diaris nacionals en paper la clou l'Ara, que ronda els 80.000 lectors (-38%).
El Diari de Tarragona és el mitjà comarcal més llegit a Catalunya. L'altre diari local que entra al rànquing dels més llegits és el lleidatà Segre.
El diari espanyol més llegit a Catalunya, El País, ha perdut un 61% dels lectors l'últim lustre i ara en té menys de 90.000. El segueixen, a molta distància, El Mundo i l'ABC.
Les revistes i els suplements han perdut audiència en la mateixa mesura que els diaris.
Una dada curiosa és que, en general, tots els mitjans tenen una distribució pràcticament del 50% entre els gèneres masculins i femenins. En el cas dels mitjans impresos, l'escletxa és clara: els diaris tenen una distribució del 60% favorable als homes, mentre que la tendència s'inverteix en el cas de les revistes i els suplements.

### Mitjans digitals
La devallada dels mitjans tradicionals s'atribueix a la crescuda dels digitals, juntament amb la de les xarxes socials com a part de la dieta mediàtica de les persones. Els diaris exclusivament digitals més llegits a Catalunya, per usuaris diaris únics, són el Nació Digital, el CatalunyaDiari, el Vilaweb i El Nacional. Dins els cinc primers trobaríem l'Ara en la seva versió en línia.
El creixement dels diaris digitals en vers als tradicionals es deu a una sèrie de factors, recollits en un estudi per l'Associació de Mitjans d'Informació i Comunicació. En primer lloc, l'accés a Internet i a les noves tecnologies de la majoria de la població ha permès una relació més senzilla entre el lector i el mitjà: es pot consultar la informació actualitzada en qualsevol moment del dia a través de dispositius connectats a la xarxa. En segon lloc, la facilitat d'accés al mercat ha produït un increment en la competència entre mitjans. És molt més senzill establir-se com a mitjà digital per la diferència d'infraestructura necessària per a dur a terme un projecte de comunicació amb els mitjans tradicionals. Una tercera conclusió de l'estudi és el canvi en els models de negoci que plantegen. Els lectors tenen accés gratuït als articles dels mitjans líders, i la publicitat n'és la principal font d'ingressos. En resum, el fet que consultar els mitjans digitals sigui més àgil i gratuït que els tradicionals, juntament amb la facilitat per a la competència ha desencadenat que aquests mitjans s'hagin disparat en audiència en els últims anys.

### Xarxes socials
A Catalunya, segons dades de l'Òmnibus, les xarxes socials més utilitzades per a consultar informació són Facebook i Twitter, respectivament.